# 三島琳久
三島 琳久（みしま りく、2000年9月2日 - ）は、ジャパンラグビーリーグワン三菱重工相模原ダイナボアーズに所属するラグビー選手。

## プロフィール
- 兵庫県宝塚市出身[1]。
- ポジションはウィング(WTB)、センター(CTB)。
- 身長 175 cm、体重 91 kg

## 略歴
小学4年生からラグビーを始めた。
2019年、大阪桐蔭高校卒業後、近畿大学に入る。
2022年、近畿大学ラグビー部の副将に就任。
2023年2月、アーリーエントリーで三菱重工相模原ダイナボアーズに加入。同年3月、近畿大学卒業。
2025年1月4日に行われたJAPAN RUGBY LEAGUE ONE第3節カンファレンスA静岡ブルーレヴズ戦にて途中出場でリーグワン公式戦初出場を果たした。